# Ferdinandea
Ferdinandea is een onderzeese vulkaan die 30 kilometer ten zuiden van Sicilië gelegen is. Op meerdere tijdstippen in de geschiedenis ontstond door vulkanische activiteit een eiland, dat telkens weer door erosie verdween. Een van de eerste waarnemingen dateert uit de 3e eeuw v.Chr., ten tijde van de Eerste Punische Oorlog. De meest recente verschijning als eiland vond plaats in 1831, wat aanleiding gaf tot claims over de soevereiniteit door het Koninkrijk Napels, het Verenigd Koninkrijk, Frankrijk en Spanje. Het eiland was toen 4 km² groot, maar verdween snel weer in de golven.
In 1986 bombardeerde een Amerikaans legervliegtuig het eiland in de veronderstelling dat het zou gaan om een Libische duikboot.
In 2002 werd opnieuw een verhoogde seismische activiteit in het gebied waargenomen. Italiaanse wetenschappers speculeerden toen dat het eiland opnieuw boven water zou kunnen komen, net zoals dat veertig jaar eerder met het IJslandse eiland Surtsey het geval was. Om nieuwe discussies over de soevereiniteit te voorkomen, plantten Italiaanse duikers toen de Italiaanse vlag op de bergtop. Vooralsnog is het eiland echter nog niet opgedoken, en blijft de top op ongeveer zes meter onder de zeespiegel verborgen.